# Challenger de San Luis Potosí 2015
El torneo San Luis Potosí Challenger 2015 fue un torneo profesional de tenis. Pertenece al ATP Challenger Series 2015. Se disputará su 22.ª edición sobre tierra batida, en San Luis Potosí, México entre el 31 de marzo y el 5 de abril de 2015.

## Jugadores participantes del cuadro de individuales
| Favorito | País                            | Jugador                  | Rank1 | Posición en el torneo |
| -------- | ------------------------------- | ------------------------ | ----- | --------------------- |
| 1        | Bandera de Rusia                | Teimuraz Gabashvili      | 80    | Cuartos de final      |
| 2        | Bandera de Italia               | Paolo Lorenzi            | 87    | Semifinales           |
| 3        | Bandera de Bosnia y Herzegovina | Damir Džumhur            | 92    | Primera ronda         |
| 4        | Bandera de Australia            | James Duckworth          | 97    | Semifinales           |
| 5        | Bandera de Italia               | Luca Vanni               | 115   | Baja                  |
| 6        | Bandera de España               | Adrián Menéndez-Maceiras | 126   | Cuartos de final      |
| 7        | Bandera de Estados Unidos       | Austin Krajicek          | 146   | Segunda ronda         |
| 8        | Bandera de Argentina            | Horacio Zeballos         | 148   | Primera ronda         |

- 1 Se ha tomado en cuenta el ranking del 23 de marzo de 2015.

### Otros participantes
Los siguientes jugadores recibieron una invitación (wild card), por lo tanto ingresan directamente al cuadro principal (WC):
- Mauricio Astorga
- Daniel Garza
- Manuel Sánchez
- Tigre Hank

Los siguientes jugadores ingresan al cuadro principal tras disputar el cuadro clasificatorio (Q):
- Caio Zampieri
- Eduardo Struvay
- Iván Endara
- Juan Sebastián Gómez

## Campeones

### Individual Masculino
- Guido Pella derrotó en la final a  James McGee, 6–3, 6–3

### Dobles Masculino
- Guillermo Durán /  Horacio Zeballos derrotaron en la final a  Sergio Galdós /  Guido Pella, 7–6(7–4), 6–4